# Detlef Lins
Detlef Lins (* 29. Dezember 1965 in Bochum) ist ein deutscher Politiker (CDU). Er war von 2009 bis 2015 hauptamtlicher Bürgermeister der sauerländischen Stadt Sundern.

## Leben
Obwohl in Bochum geboren, wohnt Detlef Lins seit dem dritten Lebensmonat in Endorf, das 1975 zu Sundern eingemeindet wurde. Bis 1982 besuchte er die Realschule Sundern, anschließend bis 1984 die Höhere Handelsschule in Arnsberg-Neheim-Hüsten. Bei der Stadt Sundern machte er von 1984 bis 1986 eine Ausbildung im mittleren allgemeinen Verwaltungsdienst. Er arbeitete bei der Stadt Sundern von 1986 bis 1993 in den Bereichen Liegenschaften, Stadtkasse und Wohnungsverwaltung. Ein Studium an der im Jahre 2000 aufgelösten Abteilung Soest der Fachhochschule für öffentliche Verwaltung Nordrhein-Westfalen von 1993 bis 1996 schloss er als Diplom-Verwaltungswirt (FH) ab. Nach seinem Studium arbeitete er bei der Sunderner Stadtverwaltung in den Bereichen Bauordnungsamt und Gebäudewirtschaft. Ab 2001 war er Geschäftsführer der gemeinnützigen stadteigenen Sorpesee GmbH. Er wurde am 1. November 2015 der erste Geschäftsführer des Naturpark Sauerland-Rothaargebirge.
Detlef Lins ist verheiratet und hat drei Kinder.

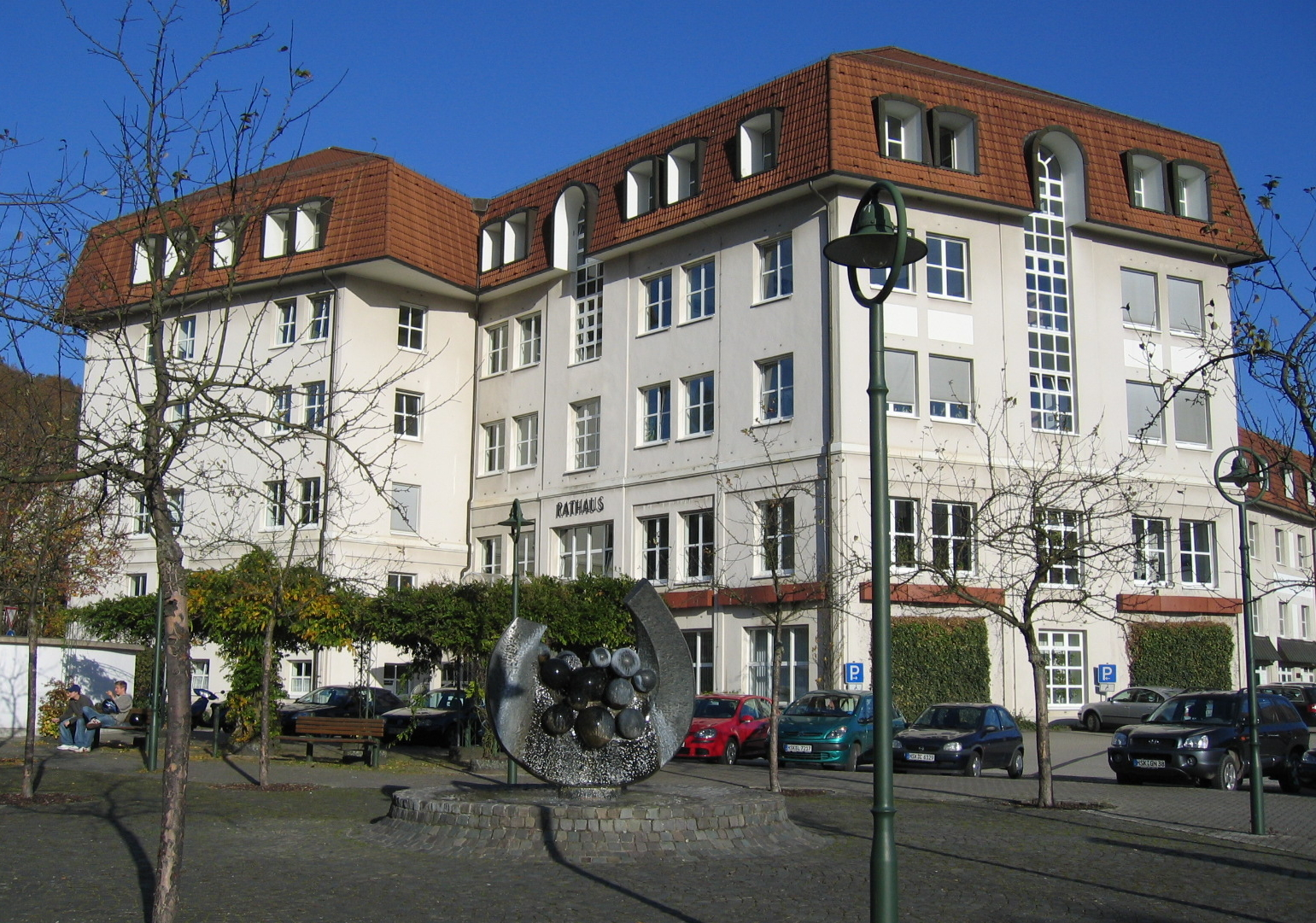
Das Rathaus Sunderns

## Politischer Werdegang
CDU-Mitglied ist Detlef Lins seit 2005. Nachdem Friedhelm Wolf (CDU) auf eine weitere Kandidatur verzichtete, wurde Lins CDU-Kandidat bei der Sunderner Bürgermeisterwahl 2009. Er gewann die Wahl mit 55,5 Prozent der gültigen Stimmen. Für die Bürgermeisterwahl am 13. September 2015 wurde Lins von der CDU Sundern nicht mehr aufgestellt. Als Grund gab die CDU in Sundern staatsanwaltschaftliche Ermittlungsverfahren gegen Lins als Sundern Stadtmarketing-Aufsichtsratsvorsitzender wegen der Insolvenzen der Stadtmarketing-Töchter GastWelten GmbH und der Sundern Projekt GmbH an.
Im Städte- und Gemeindebund Nordrhein-Westfalen war Detlef Lins im Ausschuss für Städtebau, Bauwesen und Landesplanung Stellvertreter des Bürgermeisters von Balve Hubertus Mühling, im Deutschen Städte- und Gemeindebund ist er Mitglied im Ausschuss für Wirtschaft, Tourismus und Verkehr.